# Ling (konkubin)
Kejserliga ädla gemålen Ling, född 23 oktober 1727 i Jiangsu, död 28 februari 1775 i Förbjudna staden, var en kinesisk adelskvinna, kejserlig konkubin till Qianlong-kejsaren. Hon fick aldrig titeln kejsarinna, men spelade denna roll utan att ha titeln 1766–1775.

## Biografi
Ling var dotter till Qingtai, en hertig av tredje klassen och ämbetsman av femte klassen vid det kejserliga hushållsdepartementet, och Yanggiya. 
Det är inte känt vid vilken tidpunkt hon blev en del av Kinas kejserliga harem, men hon noteras ha fått titeln 'Konkubin Ling' den 9 december 1745. Hon befordrades till 'Gemål Ling' 1749. Hon blev mor till kejsarens femte son, den framtida Jiaqing-kejsaren, den 13 november 1760.
Sommaren 1765 blev kejsarinnan Ulanara fråntagen sin titel, och Ling mottog 28 juli 1765 titeln 'Ädel Kejserlig Gemål'. Exkejsarinnan Ulanara avled i augusti 1766. Ling var den högst rankade av alla kvinnor i kejsarens harem. Kejsaren utsåg ingen ny kejsarinna, men i egenskap av hans högst rankade gemål utförde hon kejsarinnans uppgifter. Hon fick ansvaret för haremets kassa, utförde de konfucianska ritualer och ceremonier som tillhörde kejsarinnans roll, och åtföljde kejsaren på officiella resor. Hon beskrivs som sparsam och ekonomisk. Det nämns att hon tyckte om att röka och importerade västerländska cigarrer, snus och viner. Hennes son utsågs 1773 till tronarvinge.
Ling avled 1775 vid 47 års ålder. När hennes ben år 1928 upptäcktes vara förvånansvärt välbevarade, misstänktes att hon hade blivit förgiftad. Detta anses dock inte längre trovärdigt. Efter hennes död befordrades Shun (gemål) till att överta kejsarinnans uppgifter.
Qianlong-kejsaren abdikerade till förmån för hennes son år 1796, och gav henne då postumt titeln "kejsarinnan Xiaoyi". När maken avled år 1799, gav hennes son henne postumt titeln 'kejsarinnan Xiaoyichun'.